# 象牙

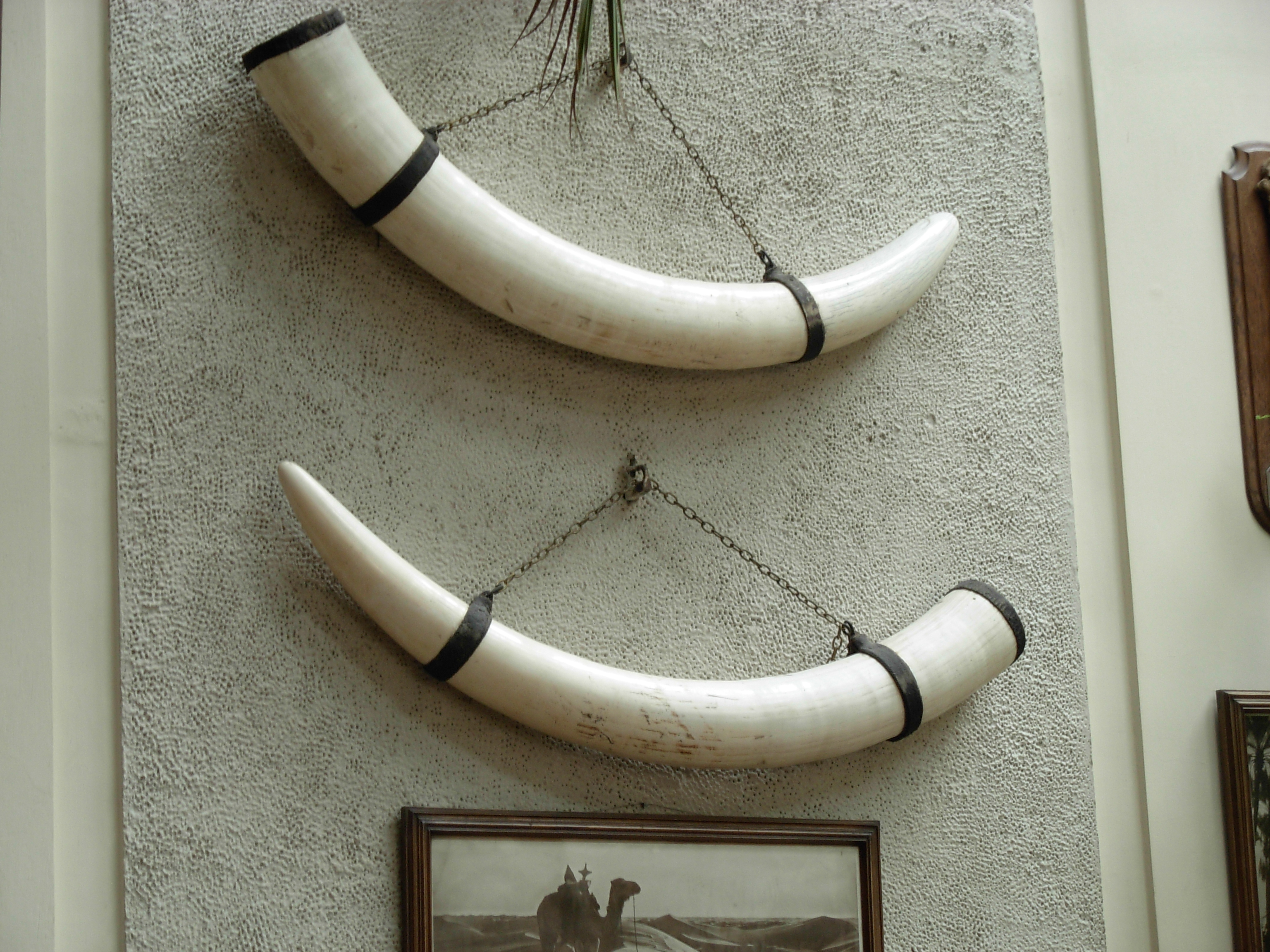
全形象牙。ほぼ全ての国で取引が禁止されているが、日本では自宅の押し入れや床の間から出てきた「押し入れ象牙」「床の間象牙」などの名目で流通しており、新作の根付や印鑑など幅広く活用されている

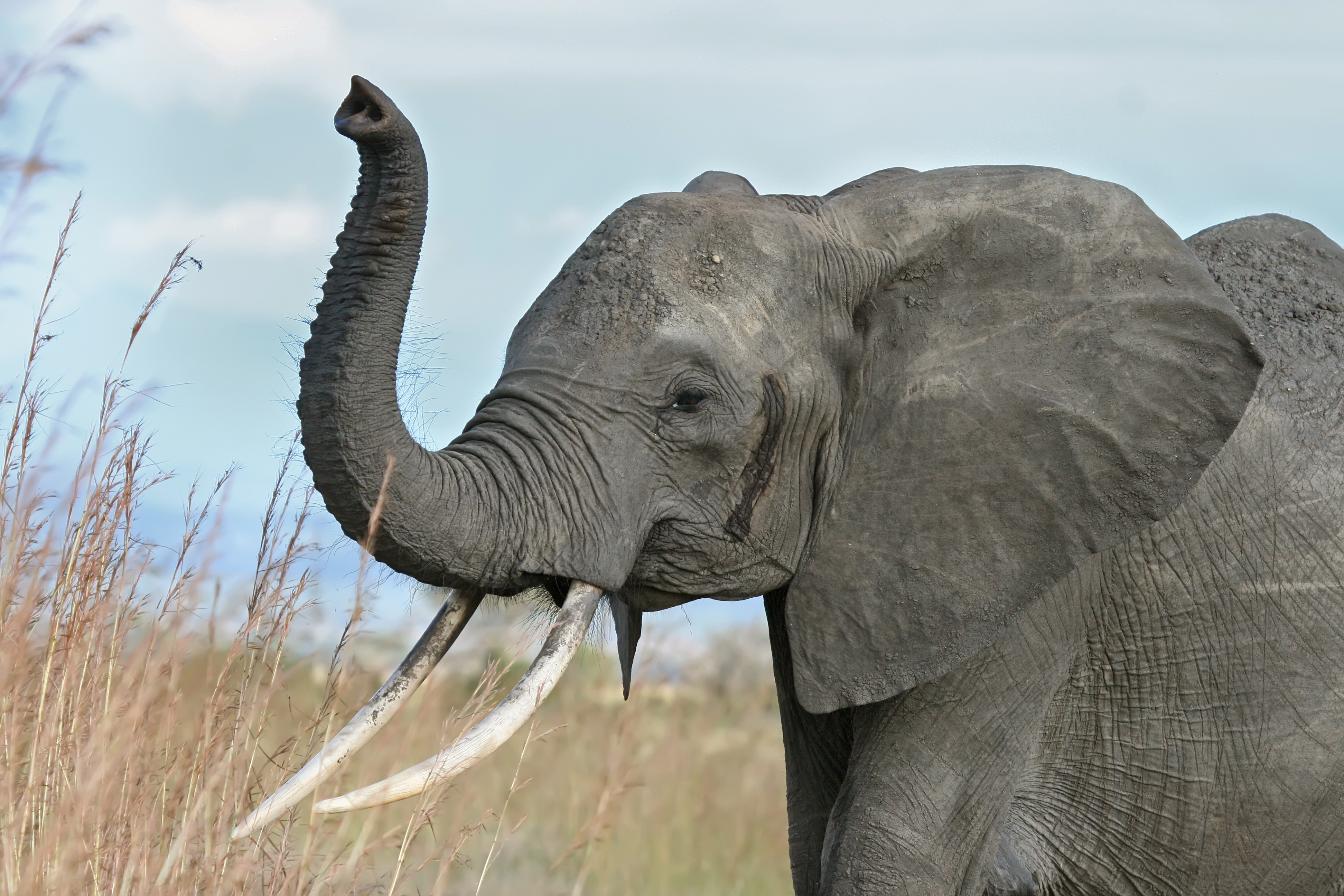
象牙を持つアフリカゾウ

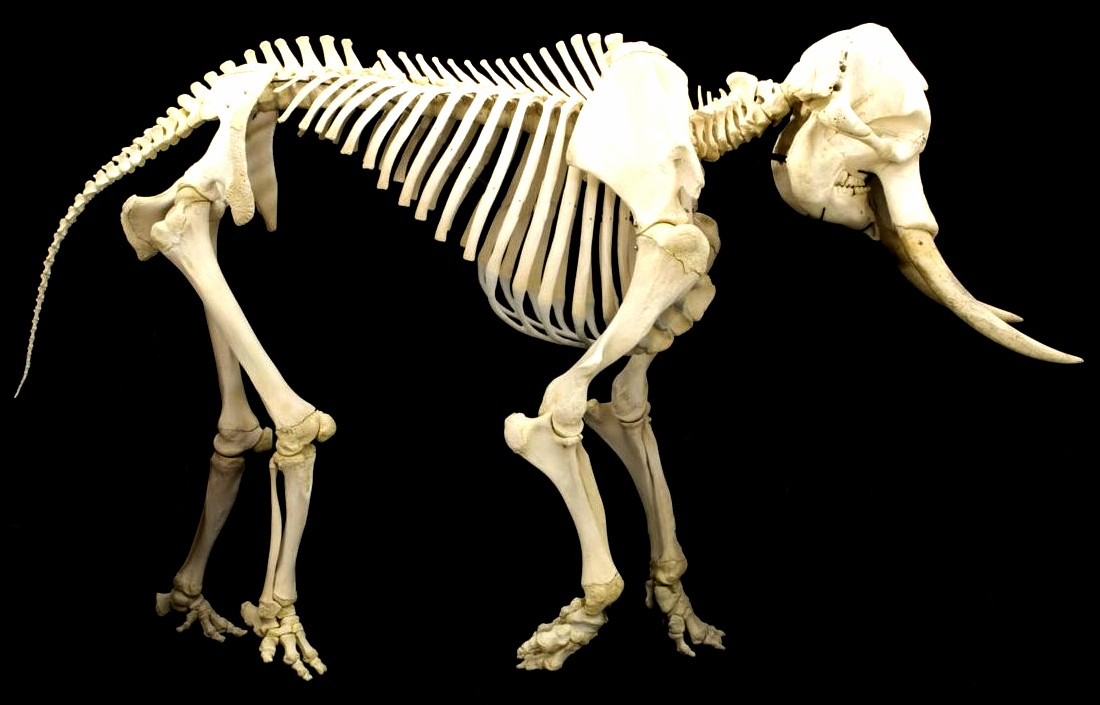
アフリカゾウの骨格

象牙（ぞうげ、英語:ivory、アイボリー）は、ゾウの牙や歯から採取される硬くて白い物質で、歯や牙の物理構造の一つである象牙質を主成分としている。多くの哺乳類の「牙」と称される長く尖った歯は犬歯が発達したものであるが、ゾウの牙は門歯が発達したものである点が異なる。ゾウの生活において象牙は鼻とともに採餌活動などに重要な役割を果たしている。
材質が美しく加工も容易であるため、古代から芸術や工芸品や製造業において、象牙彫刻、義歯、ピアノの鍵盤、扇子、ドミノなど、様々な物を作るために重宝されてきた。そのような用途では、動物の牙のうち象牙が最も頻繁に使われてきたが、マンモス、セイウチ、カバ、マッコウクジラ、シャチ、イッカク、イボイノシシなどの牙も使用されてきた。なお、エルクには2本の牙の歯があり、これは祖先の牙の名残と考えられている。
象牙は英語圏では「アイボリー」と呼ばれ、古代エジプトのâb、âbu（「象」）から、ラテン語のebor-またはeburを介して派生した語句である。「アイボリー」という語句は、象牙以外にも、彫ったり削ったりするのに十分な大きさの商業的に関心を持たれている哺乳類の歯や牙を表す総称として使用されることがある。これは、哺乳類の歯や牙の化学構造は原種を問わず同じであり、象以外の哺乳類の歯や牙の取引が広く行われているためである。
アフリカゾウやアジアゾウなどの絶滅危惧種の象牙の国内外での取引は違法である。

## 用途

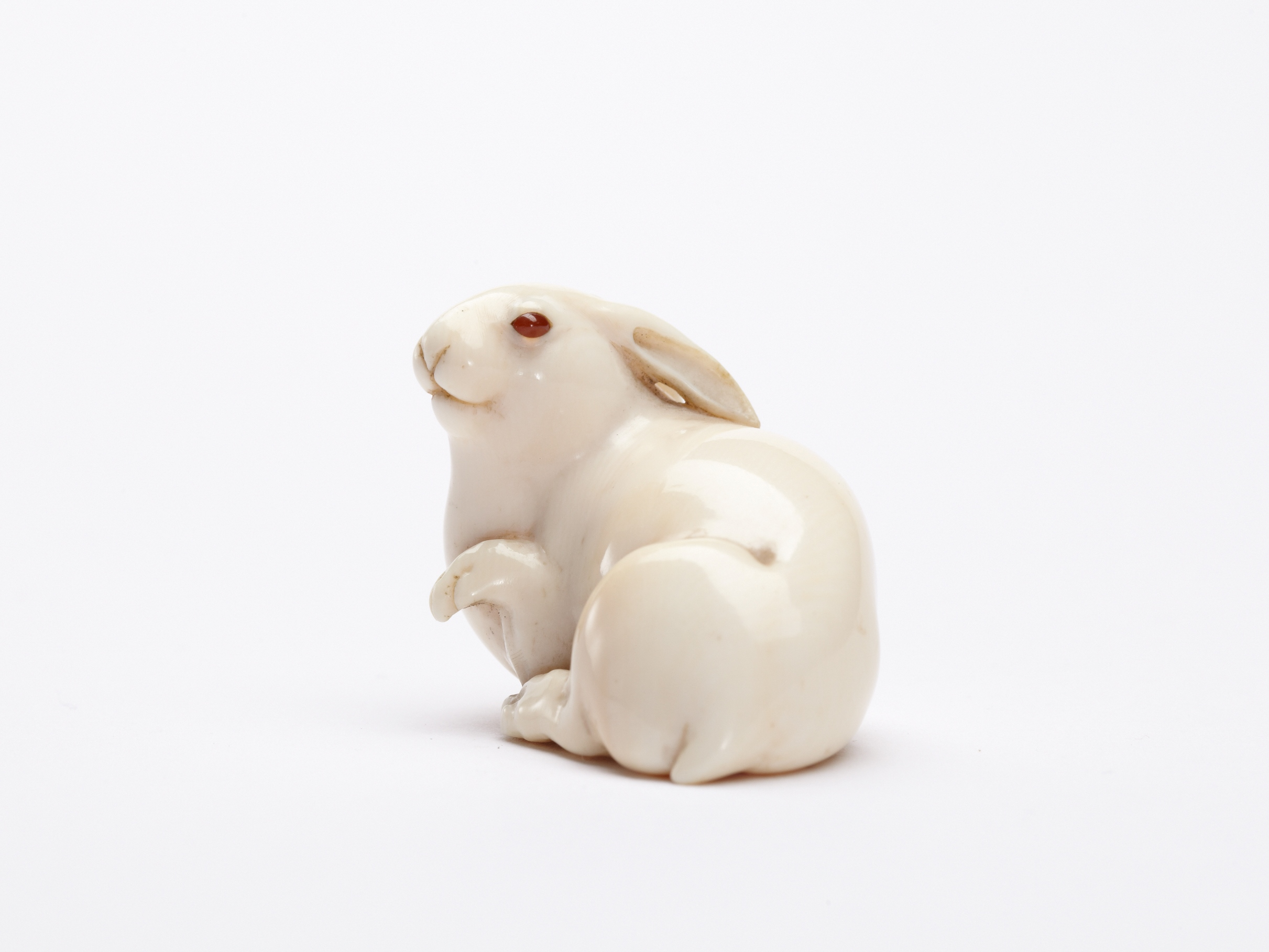
象牙の利用例、根付（正利・作、1880年代）。日本の伝統工芸品として、象牙の国際取引が合法だった時代には海外にも輸出され、イギリスのベストセラー小説『琥珀の目の兎』（2010年）のモチーフにも使われた。

### 工芸
適度に吸湿性があって手になじみやすく、材質が硬すぎず・柔らか過ぎず（モース硬度2.5）、加工性も金属や水晶や大理石・翡翠などより優れている。

#### 印章の高級素材としての象牙
朱肉の馴染みがきわめてよく、高級感もある。印章が契約や公式書類では欠かせないため、日本はワシントン条約締結までは一番の輸入大国であった。取引停止後は、条約施行前や一時解禁時に輸入された象牙が印材として加工されているほか、各種の代替品が利用される。
印材としての象牙も部位によってランクがある。安物は表面近くの筋が多く入ったもので、先端の中心部に位置するほど貴重な物とされる。通常は木材と同じく縦目に切削されるが、側面から見て年輪のように模様が出る横目印材もある。特徴のある文様だが、木材と同じように強度は縦目の物には劣る。

#### 刃装具としての象牙
象牙は刃装具として古くから利用されていることから、イギリスの刃物職人組合である「Worshipful Company of Cutlers」(英語版) の紋章には象と城が使用されている。
- 刃物職人組合の掲げる看板は象と城のデザイン
- 象牙柄の短剣

#### 楽器部品としての象牙

##### 三味線
三味線の撥として適度な弾力、掌の湿度を吸収することにより手との馴染みが良いこと、舞台映えの良さなどで多くの三味線音楽分野において最高の素材とされている。代替品として木や合成樹脂製のものも普及しているが、いまだ象牙を超える素材が見つかっていない。箏の爪についても同様である。この他に箏の柱（じ）や三味線の駒においても象牙 の優れた性質に勝るものがないのが現状である。更に紫檀や黒檀などの唐木との色彩対比が美しいことから、それらと組み合わせて箏や琵琶の部分的な装飾にもしばしば使用されるが現在は次第に使われない傾向にある。
またナット（上駒）として三味線やギターやリュートに、糸巻（ペグ）として三味線やリュート、ヴィオールなどに、あるいは弦楽器の弓のチップにも使用される。音色への影響もあるが、主に見た目の美しさで選ばれることが多い。

##### ピアノ
象牙は古くからピアノの白鍵に貼られてきた。現在でも、象牙はその肌触りや質感において、別格の鍵盤素材である。しかし、ワシントン条約により象牙の貿易が禁止されてからは、スタインウェイ・アンド・サンズ製品に代表される、ピアニストが演奏会で用いる最高級グランドピアノ（コンサートグランドピアノ）であっても、アクリル樹脂系の素材（アイボプラスト）を用いている。海外から日本に、鍵盤に象牙が貼られている古いピアノを輸入する場合、象牙を除去しないと輸入が許可されない。

### 薬
象牙は、漢方薬として肝臓がんの治療に使われる。
象牙屑（ぞうげしょう）
漢方薬の原料。象の牙を粉にしたもの。粉末を加工して"練り象牙"も製造する。
効能：解熱・精神安定、解毒、筋肉増強、癇癪、痙攣、寝汗、喉の腫れ、痔瘻

## 象牙の歴史

### 世界
象牙は古くから、密度が高く切削加工しやすい素材として珍重された。ヨーロッパの旧石器時代の遺物には、マンモスの牙に人や動物の像を刻み、投槍器のような道具を製作した例が多数ある。紀元前5世紀には、古代ギリシアの彫刻家ペイディアスによって象牙から彫られた女神アテーナー像がパルテノン神殿に飾られ、エジプトからも出土品がある。イスラム圏では、イスラム美術の複雑な幾何学パターンを彫るのに非常に適していた事や、インドやアフリカとのアクセスのしやすさ等から、ヨーロッパより不自由することなく大きな象牙製品が作られた。
特にその重量感と温かい風合いは多くの人に好まれる所で、ピアノの鍵の代名詞でもありビリヤードの流行の際にはビリヤードボールを象牙で作ることが一般的であった。しかし高価で、また乱獲により得がたくなったため、これに代わる素材の開発が求められ、19世紀に入ってセルロイドが発明された。
なお1990年から、アフリカゾウの象牙の国際取引はワシントン条約により原則禁止となっている。
- 抱擁する聖母が彫られた象牙製の聖櫃（フランス、14世紀末、ルーブル美術館蔵）
- 雕象牙透花人物套球。鬼工球（中国語版）（象牙多層球)と呼ばれる彫刻された中空球体を17層にしたもの（中国、故宮博物院蔵）

### 日本

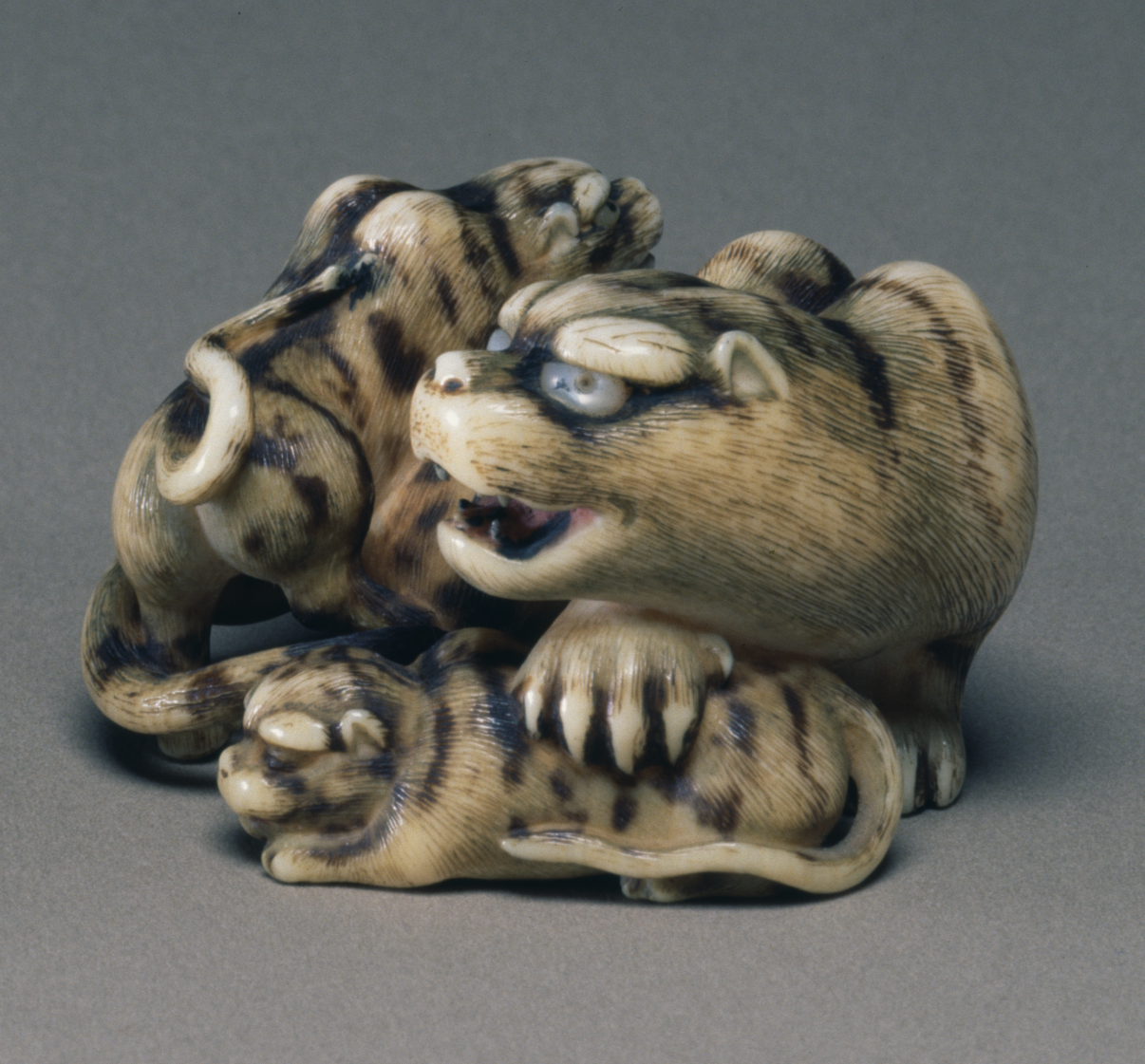
親子の虎の根付（19世紀中ごろ 第2代 宮坂白竜作）ウォルターズ美術館蔵

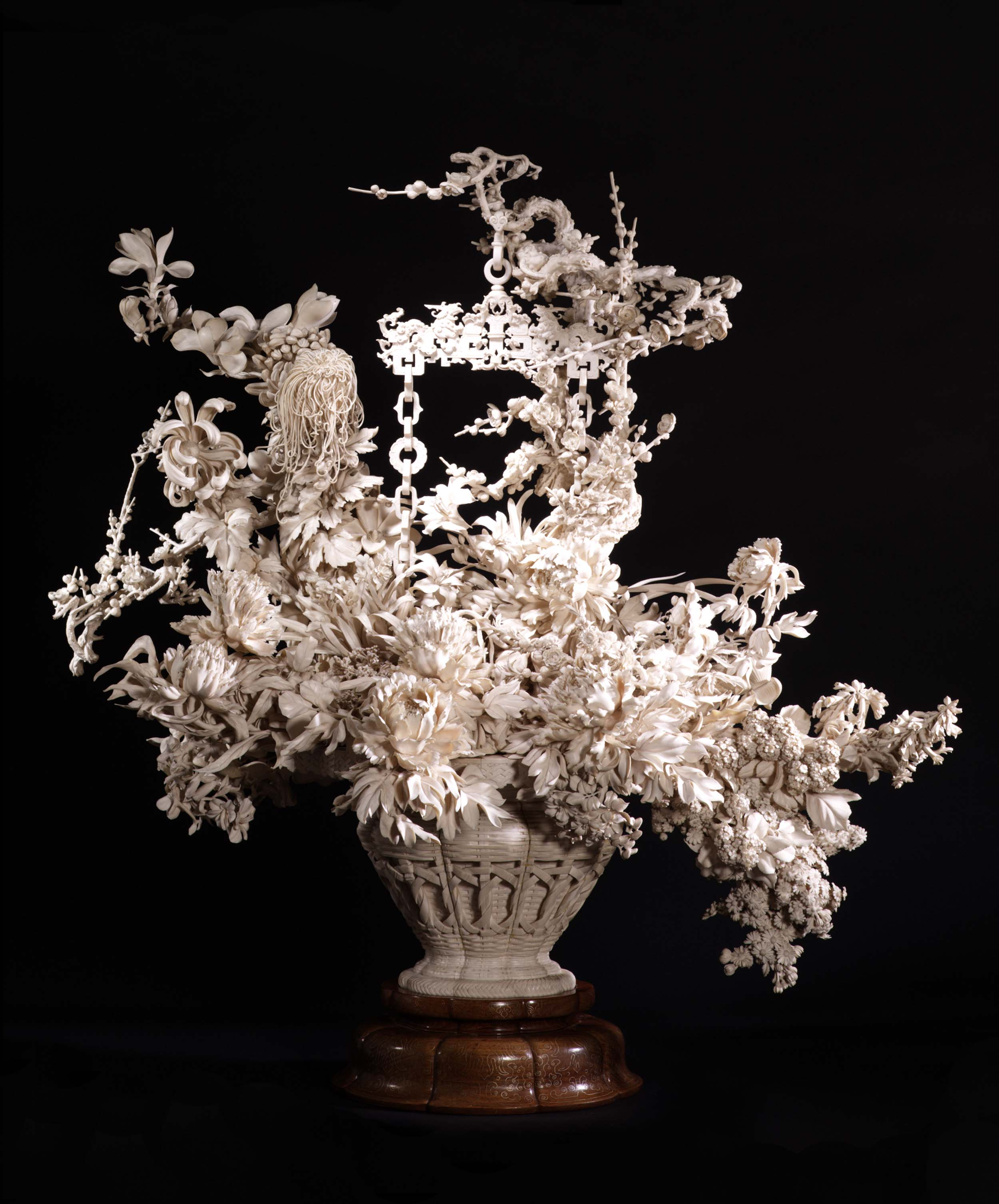
花籠 （明治時代の1900年頃）ハリリコレクション蔵

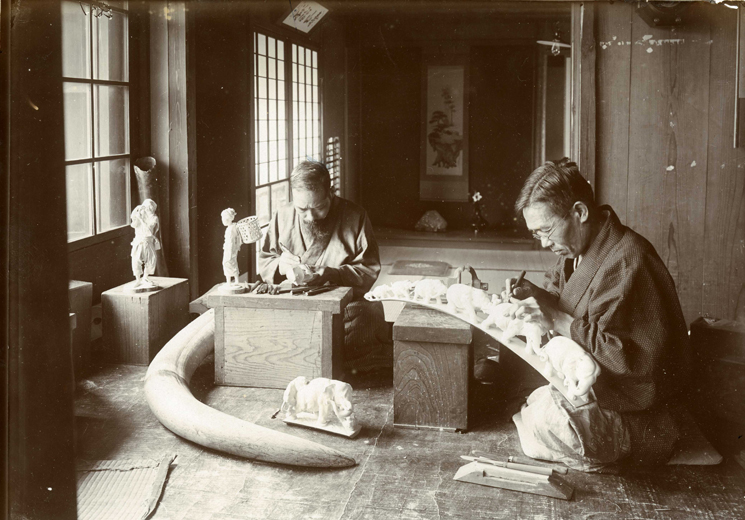
象牙を彫る工芸家（1907年、東京。ハーバート・ポンティング撮影）

古代には正倉院宝物となっている工芸品「紅牙撥鏤尺（こうげ ばちるの しゃく）」 などの素材として用いられており、珊瑚（サンゴ）や鼈甲（ベッコウ）に並んで珍重されたことがうかがえる。1124年（天治元年）に建立された中尊寺金色堂では、アフリカゾウの象牙が装飾されている。
その後、象牙工芸品はしばらく姿を消すが、鎌倉・室町時代には日本に象牙の流入があったことが確認できる。輸入先は中国・東南アジアである。だが古代、南部に相当数が棲息したとされる中国の象も唐の時代にはほぼ絶滅したと言われ、もっぱら東南アジアから中国を経由して日本に入るルートが用いられた。
『室町殿行幸御飾記』によると、足利将軍家には象牙製の棚や卓があり、筆や筆刀、菓子の器などにも象牙が用いられた。三味線のバチも象牙で作られ、茶道具でも茶杓や掛け軸の軸に使われた。特に茶入の蓋、牙蓋は特異な使われ方をしている。茶入と牙蓋とのバランスが重視され、傷や古さが逆に評価されることもあった。蓋に生ずる傷を「巣」と総称し、これを一種の風景や文様のように扱い、茶入と組み合わせて生ずる人工的な風景を、自然の風景に見立てた。
江戸時代には象牙工芸は高度な発展を見せ、根付や印籠などの工芸品に優品が存在する。明治時代に入ると殖産興業の一環として工芸品の輸出が奨励され、牙彫分野においても特に高度な技巧を凝らした優品は国際博覧会に出展され人気を博した。また象牙の輸入量が増えると糸巻の高級品に象牙が使用され、さらに象牙の置物も広く珍重されるようになった。大正・昭和に入ると西欧のパイプ喫煙文化が導入され、パイプが主な象牙製工芸品となった。この頃には仏師など西洋化によって仕事の減った職人が象牙加工業に進出するようにもなっていった。
これらの伝統的象牙工芸品は明治維新以降のイギリスを中心とした海外交易（主に緑茶の輸出）の際や、第二次世界大戦後のアメリカ進駐軍が根付や印籠のユニークなデザインや精巧な加工に目を付けるなどしたことで、数多くの工芸品が海外に流出し、特に江戸時代から明治時代にかけての芸術性の高い根付や煙管などが有名美術館で多数展示されている。イギリスなど欧米にはこれら根付と煙管のコレクター市場がある程で、特に英国ヴィクトリア&アルバート博物館の根付コレクション は有名である。また近年では清水三年坂美術館が幕末から明治にかけての牙彫を含んだ様々な分野の工芸品の優品を海外から積極的に買い戻しており、日本国内においても注目が高まってきている。
高度成長期の日本ではサラリーマンが増え、高額商品の分割払い（ローン）購入も普及し、象牙製実印の需要が飛躍的に伸びた。輸入された象牙消費の9割が印鑑に加工される時代があった。象牙製品の展覧会もしばしば開催される。
彫刻師では旭玉山（1843-1923）、石川光明（1852-1913）、安藤緑山 (1885?-1955)、菊地互道 (1887-1967) 等、有名な人物が居た。今日では象牙の彫刻師は需要の減少と高齢化が進み、現在は東京や京都に数えるほどの人数しか存在しない。菊地互道の作品は東京国立博物館に数点互道の息子（菊地敏夫）により寄贈されている。また安藤緑山の作品は、インターネット で閲覧可能である。
このほか、象牙や象牙製美術・工芸品に重点を置いた展示施設として「象牙彫刻美術館」（山梨県甲府市） や「象牙と石の彫刻美術館」（静岡県伊東市） がある。
なお、日本には印鑑業界を中心とする根強い需要があるため、2019年現在も象牙市場が存在する。日本の象牙市場の規模は、2016年現在ではピーク時の10%程度となっており、そのうちで印鑑での利用は8割である。
近年では代用品としてロシアからのマンモス牙の輸入が増えている。
2024年、東京都の多摩動物公園で、生きたアフリカゾウの牙を抜く手術が国内で初めて行われて成功した。

## 手入れの方法
- 汚れやほこり等を取る場合、水で洗ったときは水分を乾いた布でふき取り日陰干しする（直射日光を避けること）。
- 光沢を出したい場合、湿った布でホコリをふきとりその後、研磨剤を含まない光沢剤（ワックス）で磨き布のきれいな部分で軽く乾拭きすると輝きが戻る。
- 数珠やネックレス等の黄ばみの場合は洗剤に漬けるとひもの繊維が弱くなり切れやくなるので、布に湿らせて洗剤で拭きとる。
- 「黄ばんだ象牙製品を、漂白剤に漬ける」方法は、黄ばみが取れる代償として「象牙が変質して脆くなる」などのダメージが大きいため、推奨できない[34]。

## 象牙貿易の禁止と各国の対応
1989年の絶滅のおそれのある野生動植物の種の国際取引に関する条約（通称：ワシントン条約）によって、象牙製品なども含め国際取引は原則禁止とされており、日本を含めほとんどの国々では国内取引は何らかの規制がなされているが、アフリカ諸国では政治の腐敗により密猟や密輸による非合法な流通が存在するため、問題となっている。
IUCNのレッドリストによると、アフリカゾウの絶滅のおそれの度合いは地域によって異なるとされ、地域によっては絶滅危惧種扱いをされているところもあれば、レッドリストにリストアップすらされていない地域もある。また象牙の合法的な取引により得られる経済的な利益は、生息国におけるゾウの保全にも役立つため、象牙が適切に利用されることが、アフリカゾウの持続可能な利用につながると考えられている。1990年以降、ワシントン条約によって、象牙に関する国際取引は原則禁止とされているが、アフリカゾウの生息が増加しすぎて獣害が発生している南部アフリカ諸国からは、国際取引の再開を望む声 もある。
象牙をめぐっては、野生の象が生息していない日本も象牙の主要消費国という面では当事国の一つである。一方、日本では、象牙は「持続可能な資源」だと考えられており、象牙の国内取引は事前に登録を受けた事業者が取り扱うのは合法である。日本国政府の見解では、日本での象牙の利用が、アフリカゾウの密猟や違法取引を誘発するなど、種の保全に影響するとは考えられていない。日本の象牙利用に対する海外からの圧力が年々強まっていることが問題となっている。日本政府の関係省庁、関連業界、関係NGO及び有識者による「適正な象牙取引の推進に関する官民協議会」 を2016年より組織している。

### アフリカ諸国の問題
象牙は国際取引が原則禁止された後も、アフリカ諸国では密猟が発生しており、問題となっている。アフリカ諸国の間にも、象牙の国際取引の全面禁止を望んでいる国と、全面解禁を望んでいる国があり、対立している。全面禁止を主張するのは北部～中央アフリカ諸国であり、アフリカゾウの管理が上手くいっておらずゾウが激減している国 である 一方で、取引再開を望むのはアフリカゾウの管理が成功し個体数が増加している南部アフリカ諸国 である。
2013年に国際連合安全保障理事会に提出された報告書によれば、アフリカ中部地帯の武装勢力が象牙の密輸を重要な資金源としているとして潘基文事務総長が懸念を表明している。報告書によると、2004年から2013年にかけてガボンの国立公園で1万1000頭以上のゾウが殺されている。密猟者は2011年リビア内戦でリビアから流失した強力な武器で武装しており、従来の法執行機関では対応出来ないため、カメルーンのように軍隊が対応している国家もある。

### 象牙の消費国の問題
象牙は国際取引が原則禁止された後も、日本や欧州連合を含む世界には依然として取引がなされている。2019年現在、基本的には商業目的の象牙の国際取引が原則禁止されており、国内に需要があるとしても、条約で禁止される前に国内に入ってきた象牙か、1999年と2009年にワシントン条約による同意の下、輸入された象牙に限った取引となっているが、世界各国では密猟や密輸が存在し、これは問題になっている。象牙の大きな市場があった中華人民共和国は、2017年に象牙の国内取引を禁止し、香港政府も2021年までに象牙取引を廃止する方針を発表した。
また、象牙の取引が規制されているEUでも、1947年以前に製造された「アンティーク象牙」と偽ることで、象牙加工品を合法的に販売できる抜け穴があり、中でもイギリスは「アンティーク象牙」の大きな市場が存在し、また象牙加工製品の世界最大の輸出国となっている。

### 世界各国の対応
アメリカ合衆国は、2016年7月に象牙の販売を禁止したとしているが、これは州際取引にのみ掛かる規定であり、2019年6月現在、州内取引も含めて象牙の取引を禁止しているのは全米50州中9州に過ぎず、またハンティングトロフィーの取引は容認されている。
EUでは、フランスは2016年に象牙の販売を禁止した。イギリスでも2016年9月に象牙の取引を大筋で禁止する法案が施行されたが、アンティーク業界のロビー活動の結果、1947年以前に製造された象牙製品（アンティーク象牙）は販売できることになったため、新規に作られた象牙製品を「アンティーク象牙」と主張して販売する抜け穴が指摘され、アフリカ諸国から非難されている。このように、EU各国の足並みはそろっていないが、EUレベルで象牙取引の全面禁止に至る取り組みが2016年より段階的に始まっており、2017年6月にはEU全域における全形象牙の取引が禁止された。イギリスではウィリアム王子が象牙の禁止のために熱心に活動しており、王室財産である1200点の象牙製品（アンティーク象牙）を全て破壊したいと公言している。ウィリアム王子は、第17回ワシントン条約締約国会議でも基調公演を担当した。
中国は1990年代 から2000年代に経済発展が著しく加速し、かつての高度経済成長期の日本と同様に象牙の需要が増しており、この需要を満たすためにアフリカで象の密猟が増加していた。環境保護団体の環境調査エージェンシーによれば、2013年、中国の習近平国家主席（党総書記）がタンザニアを訪問した時、随行していた中国政府関係者が象牙を大量購入、外交封印袋に入れられ、中国まで運ばれたという。2009年の胡錦涛の時代にも、同様のことがあったという。批判を受け、2015年9月25日の米中首脳会談において、中国の習近平国家主席（党総書記）とアメリカのオバマ大統領が、象牙の国内取引を終了するために共同声明を発表。中国の国内市場は—年に閉鎖された。2016年より後の中国は、ワシントン条約締約国会議において象の保護を主張する側に回った。2018年以降の中国では、周辺国における違法取引の撲滅と、日本を含むアジア諸国からの密輸ルートの閉鎖が課題となっている。中国の闇市場では象牙1ポンド当たり1000ドル前後で取引されている。
サハ共和国では象牙の需要の多いアジア向けとしてマンモスの牙の輸出に力を入れいる。
イギリスでは、2025年に「象牙法」の対象生物リストを拡大させており、長鼻目だけでなく、代用とされてきたマッコウクジラ、イッカク、シャチ、カバの牙も規制対象に含まれる事となった。

### 日本の問題
日本では、象牙は彫刻・印章・根付として使われてきた。1980年代に野生のアフリカゾウの数が半減した背景には、その7割近くが日本の象牙市場によって消費されたことが指摘されている。
日本の象牙市場は、WWFジャパンによると2016年時点でピーク時の10%くらいとなるなど縮小の傾向にあるとされるが（WWFジャパンは2016年当時「日本は象牙の密輸とは無関係」との日本国政府の見解を支持していたため、これは合法市場のみの数字である）、いまだに活発な需要が存在し、特に印鑑での用途は、日本国内で使われている象牙の80%を占める。そのため、日本は、中国が象牙の販売を禁止した2017年以降、世界一の象牙販売国となっている。
日本はワシントン条約の国内における実効性を補完するために、1992年（平成4年）に「種の保存法」を制定し、違法な取引の防止に努めている。象牙の一本牙を販売するには登録が必要であるが、1989年以前に輸入されたものについては、その出所は特に証明する必要がなく、違法のものが合法と混ざりこんでもわからないといった問題が指摘されている。また、登録が必要なのは一本牙についてのみであり、カットピースは登録の対象外となっている。
2010年代以降の「象牙取引禁止」という世界的な動きの中で、ECサイト大手の楽天では、2017年7月に楽天市場における象牙の販売を禁止し、流通大手のイオンも、2020年からイオンモールにおける象牙の販売を禁止する方針を固める など、日本国政府の方針とは関係なく、自主的に象牙を禁止する業者も出てきている。eコマース大手のメルカリやヤフーでは、象牙の取り扱いを自粛することとしている。
2025年には、日本の市場が2020年代以降も象牙の違法な取引に影響を及ぼしてきたことが指摘され、日本側の主張であった「日本市場は密猟や違法取引に寄与していない」という言説と異なるという実態が明らかになった。

### 象牙取引の再開に向けた動き
ワシントン条約（CITES）の締結により1990年より象牙の国際取引禁止措置が採られ、事実上世界の象牙貿易は終了した。しかしその後、ボツワナ、ナミビア、ジンバブエのゾウの個体数が間引きが必要な規模へ急増。1997年のワシントン条約締結国会議で、ナンバーリングを行う等の措置を条件に貿易再開を決議。1999年に日本向けに1度限りの条件で貿易が行われた。南部アフリカ諸国はゾウの急増により農業被害や人的被害が見られることもあり引き続き貿易の継続を要望した。
2007年、ワシントン条約の常設委員会は監視体制が適切に機能しているとした南アフリカ、ボツワナ、ナミビアが保有している60トンを日本へ輸出することを認める決定をした。なお日本と同じく輸入を希望していた中国は認められなかった。2008年にはCITESによって許可された象牙競売が開催され、ナミビア・ボツワナ・ジンバブエ・南アフリカの4ヵ国から出荷された合計102トンの象牙（すべて、政府が管理する自然死した象のもの）が日本と中国の業者に限定して売却された。

### 逮捕された著名な関係者
- ヤン・フェン・グラン（中国語版） - 象牙の密輸を行っていた「象牙女王」の異名をもつ中国人。2015年10月に東アフリカのタンザニアで逮捕された[66]。

## 代用品
動物系代用品
- マンモス牙[67][68]：ロシアの永久凍土の下にあったマンモスの牙を利用する。象牙と類似しているが、「マンモスは既に絶滅しているので問題ない」という理由で、牙の取引は制限されていない[32]。ただしロシアでは地面に露出している物のみが許可されている[32]。象牙を「マンモスの牙」と偽って密輸・販売する事例があり、問題となっている。
- カバ (河馬牙)[68]
- 鯨 (鯨歯)[68]
- セイウチ (セイウチ牙)[68]
- イッカク (イッカク角) - 歯が変化した角[68]
- 水牛の角[68]
- シカの角 - 日本に多く住むニホンジカの角は中間がスポンジ状になっているなど扱いが難しく、印鑑の機械彫り用の印材としては想定されておらず、職人による手彫りになるため、ほとんど扱われていない。
- オナガサイチョウ（英語版）のくちばし上部のカスク（英語版）はホーンビル・アイボリー（英語版）、赤い象牙とも呼ばれ珍重されてきた。他のサイチョウはスポンジ状で加工できないが、見境なく乱獲され、オナガサイチョウともども絶滅危惧となっている[69]。

人工品
- セルロイド：1856年に不足しがちであった象牙の代用品として開発された[70]。
- 水酸燐灰石 (ハイドロキシアパタイト) ：研究において気孔率0%のペレットが象牙の代わりに使われている[71]。また、三井東圧化学 (現三井化学)が、ハイドロキシアパタイトを使用した人工象牙の特許を出願している[72]。
- カゼインプラスチック
  - ガラリス（英語版）：牛乳に含まれるカゼイン蛋白にホルムアルデヒドを合成したプラスチック。シャネルの大衆向けドレスの装飾、カスタムジュエリー(象牙、サンゴ、真珠の模造品)としてもてはやされ、1930年ごろには象牙の代わりにピアノの白鍵や傘の持ち手に使用される[73][74]。安価であったが、成形できず切削によって造形する必要があったため、1960年頃には使用されなくなった。
  - ラクト材：近年では、象牙と全く同じ質感のある素材をカゼイン蛋白と酸化チタン粉末から作ることが可能で、市場で安価に出回る象牙風の彫刻はたいていこれである。

人工象牙は台所で自作することも可能である。白色顔料や陶芸の釉薬などとして画材店で販売される酸化チタン、牛乳（カゼイン）、玉子（殻に炭酸カルシウムが含まれる）をミキサーで混ぜ、オーブンで加熱して完成。これは「越前の発明王」こと酒井弥が発明したレシピ である。